# Ла-Карней
Ла-Карне́й (фр. La Carneille) — колишній муніципалітет у Франції, у регіоні Нормандія, департамент Орн. Населення — 578 осіб (2011).
Муніципалітет був розташований на відстані близько 210 км на захід від Парижа, 50 км на південь від Кана, 60 км на північний захід від Алансона.

## Історія
До 2015 року муніципалітет перебував у складі регіону Нижня Нормандія. Від 1 січня 2016 року належав до нового об'єднаного регіону Нормандія.
1 січня 2016 року Ла-Карней, Аті-де-л'Орн, Бреель, Нотр-Дам-дю-Роше, Ронфежре, Сегрі-Фонтен, Тайбуа i Ле-Турай було об'єднано в новий муніципалітет Аті-Валь-де-Рувр.

## Демографія
Динаміка населення (À partir de 1962 : Insee ):
Розподіл населення за віком та статтю (2006):
| Стать | Всього | До 15 років | 15-24 | 25-44 | 45-64 | 65-85 | Понад 85 |
| --- | ------ | ----------- | ----- | ----- | ----- | ----- | -------- |
| Чоловіки | 266    | 65          | 12    | 69    | 70    | 42    | 8        |
| Жінки | 273    | 54          | 31    | 77    | 45    | 66    | 0        |
| \| Статево-вікова піраміда \| Статево-вікова піраміда \| Статево-вікова піраміда \| \| ----------------------- \| ----------------------- \| ----------------------- \| \| Чоловіки \| Вік \| Жінки \| \| 8 \| 85 + \| 0 \| \| 4 \| 80-84 \| 12 \| \| 19 \| 75-79 \| 23 \| \| 15 \| 70-74 \| 12 \| \| 4 \| 65-69 \| 19 \| \| 8 \| 60-64 \| 15 \| \| 31 \| 55-59 \| 15 \| \| 8 \| 50-54 \| 0 \| \| 23 \| 45-49 \| 15 \| \| 19 \| 40-44 \| 23 \| \| 12 \| 35-39 \| 27 \| \| 23 \| 30-34 \| 15 \| \| 15 \| 25-29 \| 12 \| \| 4 \| 20-24 \| 12 \| \| 8 \| 15-20 \| 19 \| \| 23 \| 10-14 \| 19 \| \| 23 \| 5-9 \| 23 \| \| 19 \| 0-4 \| 12 \| |        |             |       |       |       |       |          |
| Статево-вікова піраміда |        |             |       |       |       |       |          |
| Чоловіки | Вік    | Жінки       |       |       |       |       |          |
| 8 | 85 +   | 0           |       |       |       |       |          |
| 4 | 80-84  | 12          |       |       |       |       |          |
| 19 | 75-79  | 23          |       |       |       |       |          |
| 15 | 70-74  | 12          |       |       |       |       |          |
| 4 | 65-69  | 19          |       |       |       |       |          |
| 8 | 60-64  | 15          |       |       |       |       |          |
| 31 | 55-59  | 15          |       |       |       |       |          |
| 8 | 50-54  | 0           |       |       |       |       |          |
| 23 | 45-49  | 15          |       |       |       |       |          |
| 19 | 40-44  | 23          |       |       |       |       |          |
| 12 | 35-39  | 27          |       |       |       |       |          |
| 23 | 30-34  | 15          |       |       |       |       |          |
| 15 | 25-29  | 12          |       |       |       |       |          |
| 4 | 20-24  | 12          |       |       |       |       |          |
| 8 | 15-20  | 19          |       |       |       |       |          |
| 23 | 10-14  | 19          |       |       |       |       |          |
| 23 | 5-9    | 23          |       |       |       |       |          |
| 19 | 0-4    | 12          |       |       |       |       |          |

## Економіка
2010 року серед 356 осіб працездатного віку (15—64 років) 254 були активними, 102 — неактивними (показник активності 71,3%, у 1999 році було 70,3%). З 254 активних мешканців працювали 233 особи (129 чоловіків та 104 жінки), безробітними було 21 (5 чоловіків та 16 жінок). Серед 102 неактивних 16 осіб було учнями чи студентами, 52 — пенсіонерами, 34 були неактивними з інших причин.

У 2010 році в муніципалітеті числилось 244 оподатковані домогосподарства, у яких проживали 579,5 особи, медіана доходів виносила 15 537 євро на одного особоспоживача